# باریک‌دندان‌ها
باریک‌دندان‌ها (نام علمی: Stenodus) نام یک سرده از تیره آزادماهیان است.